# Мелендес, Гилберт
Ги́лберт Меле́ндес (англ. Gilbert Melendez; род. 12 апреля 1982, Санта-Ана, Калифорния, США) — американский боец смешанных единоборств (ММА) мексиканского происхождения. В настоящее время участвует в боях под эгидой Ultimate Fighting Championship. Чемпион мира в легкой весовой категории по версии WEC (2004 год). Ранее выступал в Strikeforce и дважды становился чемпионом в лёгком весе по версии этой организации (2006—2008, 2009—2013 годы).

## Ранние годы и юность
Гилберт Мелендес родился в городе Санта-Ана, штат Калифорния. Его отец, Гилберт Мелендес старший, эмигрант из Тихуаны — города на северо-западе Мексики. Гилберт в семье не единственный ребёнок, у него есть две сестры. Хоть Гилберт является мексиканцем, в семье, по его признанию, все говорили на английском. Смешанными единоборствами Мелендес начал заниматься после школы во время обучения в государственном университете Сан-Франциско. К этому виду спорта его приобщил друг, боец ММА Джейк Шилдс. Университет Мелендес так и не окончил, поскольку подготовка к соревнованиям часто проходила за пределами города. Он заявил, что планирует когда-нибудь завершить обучение. Прежде чем стать профессиональным бойцом, Гилберт работал официантом, он также работал в магазине Fairtex gear, который позже стал его спонсором.

## Карьера в смешанных боевых единоборствах
Гилберт Мелендес начал карьеру в смешанных единоборствах в 2002 году, выступая за команду Цезаря Грейси на турнирах чемпионата WEC. Мелендес быстро завладел чемпионским поясом. С 2004 года начал выступать на двух континентах, участвовал в боях японских MMA-организаций PRIDE и Shooto, а также в американской лиге Strikeforce, чемпионом которой стал в 2006 году, одолев первого обладателя пояса этой организации — Клея Гвиду. В 2005 году Мелендес попробовал силы в греплинге на чемпионате мира по версии ADCC, где проиграл, дойдя до четвертьфинала турнира.
В 2007 году, выступая в новогоднюю ночь на турнире Yarennoka! против японского борца Мицухиро Исиды, Мелендес впервые потерпел поражение в боях ММА. В этом поединке судьи отдали предпочтение его оппоненту. Через полгода он проигрывал во второй раз: судьи отдали победу чемпиону США по смешанным единоборствам Джошу Томсону, против которого защищал свой титул Мелендес. Гилберт начал готовиться к реваншу. В апреле 2009 года он отправил в нокаут Родригу Дамма и стал временным чемпионом (действующий чемпион Томсон не защищал свой титул из-за травмы). Через четыре месяца Мелендес взял реванш у Мицухиро Исиды, отправив его в нокаут в третьем раунде, а ещё через четыре месяца вернул себе титул исключительного чемпиона мира в бою с Джошом Томсоном.
Гилберт Мелендес закрепил успех защитой своего титула против азиатской суперзвезды Синъи Аоки. Талантливый японский греплер сделал восемнадцать проходов в ноги действующему чемпиону, но Гилберт решительно отсёк все наступления. Аоки дважды находился на грани нокаута: первый раз его спасло вмешательство рефери, а второй раз — гонг. Судьи дали Мелендесу все пять раундов поединка, после чего единогласно признали за ним победу.
Через год Мелендес ещё раз успешно защитил титул, на этот раз против знакомого соперника — Тацуи Кавадзири. Первый бой с ним прошёл ещё в чемпионате PRIDE, где Мелендес победил единогласным решением судей. На этот раз он отстаивал титул «на своей земле», в Калифорнии ему понадобилось три минуты, чтобы дважды отправить Кавадзири в нокдаун и добить локтями в партере. В этом же году Гилберт уже в третий раз защитил титул, в напряженном бою, с ударником кубинского происхождения Хорхе Масвидалем, победа над которым также далась Мелендесу по решению судей.
В мае 2012 года на титул Мелендеса стал претендовать давний соперник Джош Томпсон. На этот момент оба бойца имели в активе по одной победе друг над другом, и третий бой должен был определить лучшего. Поединок завершился спорным раздельным решением судей, благодаря которому Мелендес сохранил титул. После боя зрители активно выражали своё недовольство вердиктом судей.

### Ultimate Fighting Championship
Во время своей карьеры в Strikeforce, Мелендес неоднократно высказывался о намерении выступать в UFC. В 2011 году UFC полностью выкупила Strikeforce, уже в 2013 году состоялся последний бой под эгидой этой организации. После закрытия промоушена, большинство чемпионов и бойцов Strikeforce, в том числе и Мелендес, получили контракты UFC.
В 2013 году состоялся долгожданный дебют Гилберта в чемпионате UFC. Мелендес сразу вышел на титульный бой против чемпиона Бена Хендерсона. В равном бою Мелендес немного уступил Хендерсону в количестве нанесённых ударов, и судьи вынесли раздельный вердикт в пользу обладателя титула. В следующем поединке Мелендес выступил против Диего Санчеса, бой с которым выиграл по очкам. 6 декабря 2014 года, в поединке за чемпионский титул, против действующего чемпиона Энтони Петтиса, Меледнес потерпел четвёртое поражение в своей карьере. С самого начала боя Мелендес очень агрессивно пошёл вперед, прижимая чемпиона к сетке. Первый тайм остался за Гилбертом, однако во втором раунде оппонент применил удушающий прием гильотину, который вынудил его сдаться.
В феврале 2015 был официально утверждён бой с американцем мексиканского происхождения Эдди Альваресом. Бой состоялся 13 июня в шоу UFC 188 на родине обоих бойцов в Мексике. Первый раунд прошёл под диктовку Мелендеса, без особого труда перебивавшего соперника в стойке. Ко всему прочему, после точного удара Гилберта локтем левый глаз Альвареса полностью скрылся за гематомой. Тем не менее, Эдди, изменив тактику, сумел переломить ход боя. По окончании поединка двое судей отдали победу Эдди, а один судья посчитал победителем Гилберта. Таким образом Гилберт потерпел пятое поражение в своей профессиональной карьере.
17 июня Мелендес согласился заменить травмированного Бобби Грина в поединке против Аль Яквинты. Бой должен был состояться 15 июля в Сан-Диего, однако спустя некоторое время он провалил допинг-тест, из за чего был дисквалифицирован на год.
В настоящее время Гилберт находится вне рейтинга UFC.

## Актёрская карьера
Как актёр Мелендес снялся всего в двух кинофильмах: Супер чемпион (2010), Глаза дракона (2012). В 2013 году Гилберт вместе с товарищами по команде Джейком Шилдсом и братьями Диас снялся в документальном фильме Fight Life: MMA, в котором показана жизнь профессиональных бойцов смешанных единоборств за пределами ринга.

## Личная жизнь
Гилберт Мелендес женат на профессиональной кикбоксерше Кэри Энн. В 2010 году у них родилась дочь.

## Статистика в смешанных боевых единоборствах[31][32]
| Результат | Противник        | Способ                              | Раунд | Час  | Дата             | Место              | Событие                                 | Примечания                                                    |
| --------- | ---------------- | ----------------------------------- | ----- | ---- | ---------------- | ------------------ | --------------------------------------- | ------------------------------------------------------------- |
| Поражение | Эдди Альварес    | Решение судей (раздельное)          | 2     | 1:53 | 13 июня 2015     | Мехико, Мексика    | «UFC 188: Velasquez vs. Werdum»         |                                                               |
| Поражение | Энтони Петтис    | Сдача (удушающий прием)             | 2     | 1:53 | 6 декабря 2014   | Лас-Вегас, США     | «UFC 181: Hendricks vs. Lawler II»      | Бой за титул чемпиона в лёгком весе.                          |
| Победа    | Диего Санчес     | Решение судей (единогласное)        | 3     | 5:00 | 19 октября 2013  | Хьюстон, США       | «UFC 166: Velasquez vs. dos Santos III» | Награждён премией «Бой вечера».                               |
| Поражение | Бен Хендерсон    | Решение судей (раздельное)          | 5     | 5:00 | 20 апреля 2013   | Сан-Хосе, США      | «UFC on Fox: Henderson vs. Melendez»    | Бой за титул чемпиона в легкой весовой категории.             |
| Победа    | Джош Томсон      | Решение судей (раздельное)          | 5     | 5:00 | 19 мая 2012      | Сан-Хосе, США      | «Strikeforce: Barnett vs. Cormier»      | Защитил титул чемпиона в легкой весовой категории.            |
| Победа    | Хорхе Масвидаль  | Решение судей (единогласное)        | 5     | 5:00 | 17 декабря 2011  | Сан-Диего, США     | «Strikeforce: Melendez vs. Masvidal»    | Защитил титул чемпиона в легкой весовой категории.            |
| Победа    | Тацуя Кавадзири  | Технический нокаут (удары локтями)  | 1     | 3:14 | 9 апреля 2011    | Сан-Диего, США     | «Strikeforce: Diaz vs. Daley»           | Защитил титул чемпиона в легкой весовой категории.            |
| Победа    | Синъя Аоки       | Решение судей (единогласное)        | 5     | 5:00 | 17 апреля 2010   | Нэшвилл, США       | «Strikeforce: Nashville»                | Защитил титул чемпиона в легкой весовой категории.            |
| Победа    | Джош Томсон      | Решение судей (единогласное)        | 5     | 5:00 | 19 декабря 2009  | Сан-Хосе, США      | «Strikeforce: Evolution»                | Защитил титул чемпиона в легкой весовой категории.            |
| Победа    | Мицухиро Исида   | Технический нокаут (удары кулаками) | 3     | 3:56 | 15 августа 2009  | Сан-Хосе, США      | «Strikeforce: Carano vs. Cyborg»        | Защитил титул временного чемпиона в легкой весовой категории. |
| Победа    | Родригу Дамм     | Нокаут (удары кулаками)             | 2     | 2:02 | 11 апреля 2009   | Сан-Хосе, США      | «Strikeforce: Shamrock vs. Diaz»        | Выиграл титул временного чемпиона в легкой весовой категории. |
| Поражение | Джош Томсон      | Решение судей (единогласное)        | 5     | 5:00 | 27 июня 2008     | Сан-Хосе, США      | «Strikeforce: Melendez vs. Thomson»     | Потерял титул чемпиона в легкой весовой категории.            |
| Победа    | Гейб Лемли       | Технический нокаут (удары кулаками) | 2     | 2:18 | 29 марта 2008    | Сан-Хосе, США      | «Strikeforce: Shamrock vs. Le»          | Защитил титул временного чемпиона в легкой весовой категории. |
| Поражение | Мицухиро Исида   | Решение судей (единогласное)        | 2     | 5:00 | 31 декабря 2007  | Сайтама, Япония    | «Yarennoka: New Year’s Eve 2007»        |                                                               |
| Победа    | Тэцуи Като       | Решение судей (единогласное)        | 3     | 5:00 | 29 сентября 2007 | Беверли-Хиллз, США | «Strikeforce: Playboy Mansion»          |                                                               |
| Победа    | Тацуя Кавадзири  | Решение судей (единогласное)        | 2     | 5:00 | 31 декабря 2006  | Сайтама, Япония    | «Pride Shockwave 2006»                  |                                                               |
| Победа    | Нобухиро Обия    | Решение судей (единогласное)        | 2     | 5:00 | 26 августа 2006  | Нагоя, Япония      | «Pride Bushido 12»                      |                                                               |
| Победа    | Клей Гвида       | Решение судей (раздельное)          | 5     | 5:00 | 9 июня 2006      | Сан-Хосе, США      | «Strikeforce: Revenge»                  | Выиграл титул чемпиона в легкой весовой категории.            |
| Победа    | Харрис Сармиенто | Сдача (удары кулаками)              | 2     | 0:44 | 10 марта 2006    | Сан-Хосе, США      | «Strikeforce: Shamrock vs. Gracie»      |                                                               |
| Победа    | Румина Сато      | Технический нокаут (рассечение)     | 1     | 1:32 | 20 августа 2005  | Йокогама, Япония   | «Shooto: Alive Road»                    |                                                               |
| Победа    | Наоя Уэмацу      | Технический нокаут (рассечение)     | 2     | 4:30 | 20 августа 2005  | Лемур, США         | «Shooto 2005: 5/4 in Korakuen Hall»     |                                                               |
| Победа    | Хироюки Такая    | Решение судей (единогласное)        | 3     | 5:00 | 14 декабря 2004  | Токио, Япония      | «Shooto 2004: Year-End Show»            |                                                               |
| Победа    | Кейнен Каку      | Технический нокаут (удары кулаками) | 2     | 3:58 | 20 ноября 2004   | Гонолулу, США      | «K-1: Rumble on the Rock 2004»          |                                                               |
| Победа    | Олаф Альфонсо    | Технический нокаут (удары кулаками) | 3     | 4:54 | 21 мая 2004      | Лемур, США         | «WEC 10»                                | Выиграл титул чемпиона в легкой весовой категории.            |
| Победа    | Стивен Пеллинг   | Технический нокаут (удары кулаками) | 2     | 5:59 | 10 октября 2003  | Гонолулу, США      | «Rumble on the Rock 4»                  |                                                               |
| Победа    | Джефф Хоуленд    | Технический нокаут (удары кулаками) | 2     | 2:05 | 27 марта 2003    | Лемур, США         | «WEC 6»                                 |                                                               |
| Победа    | Грег Кюен        | Технический нокаут (удары кулаками) | 1     | 4:37 | 18 октября 2002  | Лемур, США         | «WEC 5»                                 |                                                               |